# Religió lúvia

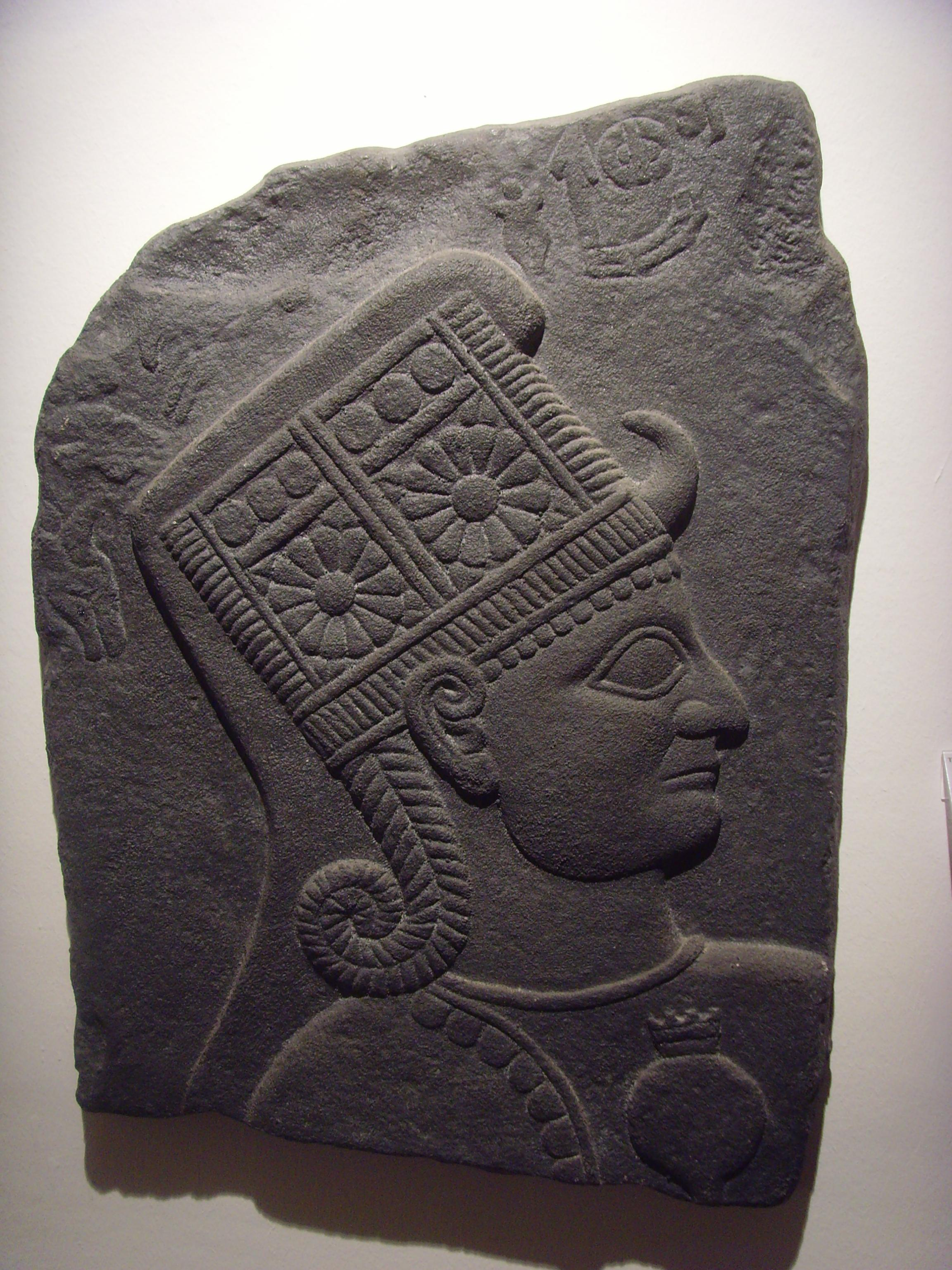
"Kupapa, Gran Reina dels Karkamis" era una de les deïtats més importants dels luvians tardans.

La religió lúvia és el conjunt de pràctiques religioses i mitològiques dels luvites, un poble indoeuropeu de l'Àsia Menor que aparegué a finals de l'edat del bronze i visqué fins a principis de l'Imperi Romà. Va estar fortament afectat per influències estrangeres, motiu pel qual no és possible separar-los de cultures veïnes, especialment de la siriana i la religió hurrita. L'element indoeuropeu a la religió lúvia era més fort que en la religió hitita.